# Hollabrunn
Hollabrunn este un oraș în Austria.